# Коляденко Дмитро Валерійович
Дмитро́ Валерійович Коляде́нко (22 липня 1971, Сєвєроморськ, Мурманська область)— український хореограф, танцівник, співак та телеведучий..

## Життєписні відомості
Народився 22 липня 1971 року в Сєвєроморську (Мурманська область, Росія). Його батько був будівельником, з роботою батька були пов'язані їх часті переїзди — Сєвєроморськ, Монголія, Ленінград, Бердянськ, Суми. У Сумському драмтеатрі 45 років пропрацювала його бабуся, по її прикладу Дмитро теж захотів стати актором.

### Освіта та кар'єра
Навчався у Сумській школі № 6. В 1989 році закінчив Дніпропетровське театральне училище. Після армії працював у Сумському драматичному театрі. Танцював в оперетах. Закінчив Паризьку школу сучасної хореографії. Згодом вирішив підкорити Київ. Приїхавши у столицю, створив балет «Арт-класік», який помітив продюсер Євген Рибчинський і запросив у турне з EL Кравчуком. Працював над мюзиклами «Попелюшка», «Фігаро», «Снігова королева».
Був хореографом номерів учасників телепроєкту «Шанс». Пізніше виступив як учасник проєкту в ролі співака в день 1 квітня, це поклало початок його музичній кар'єрі.
З 2008 року веде програму «Шоуманія» на «Новому каналі» разом з Ольгою Фреймут про українських зірок шоу-бізнесу. Балет Дмитра Коляденка гастролює як окрема творча одиниця.
Був членом журі і хореографом на Фабриці зірок, був одним із суддів телепроєкту Майданс-2.
Був головою журі всеукраїнського шкільного чемпіонату груп підтримки «DJUICE ФАН 2009».
Вів в 2010 VI фестиваль східного танцю «Бастет» в Донецьку, з 19 по 22 травня 2011 року в Ялті VII відкритий фестиваль східного танцю «Бастет».

### Музика
Записав у 2011 році альбом під назвою «Діма Коляденко», його кліпи показують на телеканалі M1, співає на вечірках, зоряних тусовках, збірних концертах фабрикантів, де був ведучим. Брав участь як співак, в концерті присвяченому 8 березня, «8 березня у Великому Місті» на каналі Інтер. У 2011 році отримав премію «Найстильніший співак року».

### Родина та особисте життя
Після 2 років армії дізнається від друга, що його кохана давно одружилася, тому і не відповідала на його листи. Пізніше одружився з Оленою Коляденко, з якою разом працював і пробув у шлюбі 10 років. Через декілька років Дмитро був у стосунках з Іриною Білик та співмешкав з нею 4 роки, після чого вони розійшлись.
Має сина Філіпа (1993), який співає у гурті KADNAY. Навчався в Інституті журналістики Київського національного університету імені Тараса Шевченка.

## Фільмографія
- 2002 — «Попелюшка»;
- 2003 — «Божевільний день, або Одруження Фігаро»;
- 2003 — «Снігова королева».

Як актор:
- 2014 — «Аліса в країні чудес»;
- 2009 — Ромашка, кактус, маргаритка.

Як хореограф:
- 2001 — День Народження Буржуя-2

## Пісні
- Де ти
- Кастинг
- Пісня без слів
- Сон або все наяву
- Махаон
- Просто
- Я не скажу (Наталія Волкова і Дмитро Коляденко (2009))
- Діма Коляденко [Архівовано 10 листопада 2021 у Wayback Machine.]
- Людина-Чемодан
- Гасімся
- Я більше тебе не чекаю
- Пісня без слів
- Цьом-цьом-цьом
- Танці-шманці
- Життя прекрасне
- Ти моя половина
- Тумбай Є